# Liste der Bodendenkmäler in Schmidgaden
Auf dieser Seite sind die Bodendenkmäler in der Oberpfälzer Gemeinde Schmidgaden zusammengestellt. Diese Tabelle ist eine Teilliste der Liste der Bodendenkmäler in Bayern. Grundlage ist die Bayerische Denkmalliste, die auf Basis des Bayerischen Denkmalschutzgesetzes vom 1. Oktober 1973 erstmals erstellt wurde und seither durch das Bayerische Landesamt für Denkmalpflege geführt wird. Die folgenden Angaben ersetzen nicht die rechtsverbindliche Auskunft der Denkmalschutzbehörde.

## Bodendenkmäler der Gemeinde Schmidgaden

### Bodendenkmäler in der Gemarkung Gösselsdorf
| Lage                   | Objekt | Akten-Nr.     | Bild |
| ---------------------- | --- | ------------- | ---- |
| Gösselsdorf (Standort) | Archäologische Befunde des Mittelalters und der frühen Neuzeit im Bereich der Katholischen Kirche St. Martin in Gösselsdorf, darunter die Spuren von Vorgängerbauten bzw. älterer Bauphasen. Siehe auch: St. Martin (Gösselsdorf) | D-3-6538-0064 |      |

### Bodendenkmäler in der Gemarkung Rottendorf
| Lage                              | Objekt | Akten-Nr.     | Bild |
| --------------------------------- | --- | ------------- | ---- |
| Rottendorf (Standort)             | Mittelalterlicher Burgstall. | D-3-6538-0028 |      |
| Rottendorf (Standort)             | Archäologische Befunde des Mittelalters und der frühen Neuzeit im Bereich der Katholischen Pfarrkirche St. Andreas in Rottendorf, darunter die Spuren von Vorgängerbauten bzw. älterer Bauphasen. Siehe auch: St. Andreas (Rottendorf) | D-3-6538-0060 |      |
| Rottendorf Schmidgaden (Standort) | Mittelalterliche Wüstung Wetterdorf. | D-3-6538-0086 |      |

### Bodendenkmäler in der Gemarkung Schmidgaden
| Lage                   | Objekt | Akten-Nr.     | Bild |
| ---------------------- | --- | ------------- | ---- |
| Schmidgaden (Standort) | Mittelalterlicher Turmhügel. | D-3-6538-0037 |      |
| Schmidgaden (Standort) | Archäologische Befunde des Mittelalters und der frühen Neuzeit im Bereich der Katholischen Pfarrkirche Mariä Himmelfahrt in Schmidgaden, darunter die Spuren von Vorgängerbauten bzw. älterer Bauphasen. Siehe auch: Mariä Himmelfahrt (Schmidgaden) | D-3-6538-0069 |      |
| Schmidgaden (Standort) | Mesolithische Freilandstation, vorgeschichtliche Siedlung. | D-3-6538-0087 |      |

### Bodendenkmäler in der Gemarkung Trisching
| Lage                 | Objekt | Akten-Nr.     | Bild |
| -------------------- | --- | ------------- | ---- |
| Trisching (Standort) | Urnenfelderzeitliche Siedlung. | D-3-6538-0016 |      |
| Trisching (Standort) | Vorgeschichtlicher Bestattungsplatz mit Grabhügel. | D-3-6538-0027 |      |
| Trisching (Standort) | Archäologische Befunde des Mittelalters und der frühen Neuzeit im Bereich der Katholischen Kirche St. Nikolaus in Trisching, darunter die Spuren von Vorgängerbauten bzw. älterer Bauphasen. Siehe auch: St. Nikolaus (Trisching) | D-3-6538-0066 |      |